# Максимовский сельский совет (Кременчугский район)
Максимовский сельский совет (укр. Максимівська сільська рада) — входит в состав
Кременчугского района
Полтавской области
Украины.
Административный центр сельского совета находится в 
с. Максимовка.

## Населённые пункты совета
- с. Максимовка